# Mutagenese
Die Mutagenese (ein Kompositum, siehe auch Genesis bzw. Genese) ist die Erzeugung von Mutationen im Erbgut von Lebewesen. In der biologischen und medizinischen Forschung sowie in der Züchtung wird die Mutagenese eingesetzt, um erwünschte Eigenschaften zu erreichen.
Die Mutagenität hingegen bezeichnet den Grad der Fähigkeit einer Bedingung (Substanz oder Strahlung) zur Mutagenese.

## Konventionelle Mutagenese
Bei der konventionellen Mutagenese wird das Erbgut eines Lebewesens nicht gezielt verändert. Dazu werden die zu züchtenden Organismen mutagenen, d. h. erbgutverändernden Bedingungen, ausgesetzt.
Diese reichen von der Bestrahlung (z. B. mit UV-Licht) bis zum Einsatz chemischer Stoffe mit definierter Mutagenität. Es lässt sich nicht vorhersagen, wo genau es im Genom zu einer Mutation kommt. Stattdessen wird der erwünschte Organismus über ein Screeningverfahren gesucht, z. B. nur die mutierten Bakterienkolonien, die auf einem bestimmten Medium wachsen, werden angezüchtet.
Eine weitere Methode der Zufallsmutagenese ist die Mutagenese mit Hilfe eines Transposons. Dieses Transposon sollte sich auf einem Plasmid befinden, wobei die zugehörige Transposase außerhalb der Kodierungsregion des Transposons liegen sollte. Man verwendet für diese Methode sogenannte Suizidplasmide, die einen nicht-funktionellen OriV besitzen, um eine Replikation des Plasmids zu verhindern. Nach der Transformation des Organismus von Interesse erfolgt die Transposition an eine zufällige Genregion auf dem bakteriellen Chromosom. Da hier sogenannte zusammengesetzte Transposons wie beispielsweise Tn5 verwendet werden, die nach dem Cut-and-paste-Mechanismus transponieren, ist das Plasmid anschließend unterbrochen und wird in der Zelle durch Restriktion entfernt. Einmal eingefügt verbleibt das Transposon im Idealfall in der jeweiligen Region des Chromosoms. Eingesetzt wird diese Methode für das Aufspüren von Genen für einen bestimmten Phänotyp. Durch Screening nach Kolonien mit Mutationen in diesem gesuchten Gen kann die genaue Position auf dem Chromosom ermittelt werden.

## Ortsspezifische Mutagenese
Bei der ortsspezifischen (auch: ortsgerichteten) oder gezielten Mutagenese (englisch site-directed mutagenesis) wird  mit Hilfe rekombinanter DNA-Techniken eine gezielte Veränderung der DNA herbeigeführt. Es können damit gezielt einzelne Nukleinbasen eines Gens ausgetauscht oder auch ganze Gene oder Genabschnitte entfernt werden. Dieses Verfahren ist eine inzwischen weit verbreitete Methode in der Molekularbiologie, welches vielfältige Anwendungen, von der Veränderung eines Gens auf einem Plasmid bis hin zur Erzeugung transgener Organismen, wie einer Knockout-Maus, findet. 
In den letzten Jahren sind neue Verfahren der gezielten Mutagenese entwickelt worden, die unter dem Begriff Genome Editing zusammengefasst werden. 

### Methoden
Im Laufe der Zeit wurden eine Vielzahl von Methoden entwickelt. Dazu gehören u. a. die Kassettenmutagenese, Primer-Extension-Mutagenese, Ligation-During-Amplification (QuikChange), Megaprimer-Mutagenese und die Overlap-Extension-PCR. Allen Verfahren ist die Verwendung von mindestens einem synthetischen, eine Mutation beinhaltenden Oligonukleotid und der Einsatz einer zu mutierenden DNA als Vorlage, in der Regel ein Plasmid, gemein. Eine Mutagenese mit zufälligen Mutationen in einem bestimmten Bereich ist die Sättigungsmutagenese.
Vor der Transformation der mutierten DNA in Bakterien kann man nicht-mutierte Ausgangs-DNA zerstören. Dazu wird das Restriktionsenzym DpnI hinzugegeben. Es schneidet und zerstört DNA, die aus Organismen kommt, weil bei der statistisch häufig vorkommenden DNA-Sequenz GATC Adenin methyliert ist. Die mutierte, durch PCR erzeugte DNA bleibt bestehen, da sie am Adenin unmethyliert ist.
Da die Ausbeute an zielgerichtet mutierter DNA trotzdem nicht bei 100 % liegt, wird eine Selektion nötig. Hierbei wird die gesamte als Reaktionsprodukt erhaltene DNA in Wirtszellen, in der Regel E. coli eingebracht (z. B. durch Transformation) und anschließend nach Kolonien gescreent, die selektiv DNA mit der gewünschten Mutation beinhalten. Für ein erleichtertes Screening kann es sinnvoll sein, Schnittstellen für Restriktionsenzyme auf dem mutagenen Oligonukleotid einzuführen oder zu entfernen. Der Erfolg der gezielten Mutagenese wird in der Regel durch DNA-Sequenzanalysen überprüft.

### Geschichte
Ein wichtiger Meilenstein in der modernen Molekularbiologie war 1978 die erstmalige Beschreibung der ortsspezifischen Mutagenese mit Hilfe von Oligonukleotiden für die In-vitro-Synthese von mutierter DNA. Für die Etablierung dieser Technik erhielt Michael Smith 1993 den Nobelpreis für Chemie.

## Zufällige Mutagenese
Die zufällige Mutagenese (englisch random mutagenesis) verkörpert praktisch das Gegenteil der ortsspezifischen Mutagenese. Ziel dieses Verfahrens ist der mehr oder minder zufällige Austausch von Nukleotiden eines DNA-Moleküls, um anschließend aus einem so erhaltenen Pool von Klonen mit verschiedenen Mutationen denjenigen mit den gewünschten Eigenschaften zu isolieren und durch anschließende DNA-Sequenzierung zu identifizieren. Die zufällige Mutagenese beruht üblicherweise auf der Verwendung von fehlerträchtigen DNA-Polymerasen. Die Mutageneserate kann darüber hinaus über die verwendete Nukleosidtriphosphat-Konzentration, dem Einsatz von Nukleotid-Analoga oder einem Zusatz von Mn2+ gesteuert werden. Alternativ dazu kann eine ortsspezifische Mutagenese mit Hilfe zufälliger Mutationen oder Nukleotidanaloga beinhaltender Oligonukleotide zur Erzeugung zufälliger Mutationen an definierten Stellen der DNA-Vorlage verwendet werden.